# ولیلا دو کینکا
ولیلا دو کینکا (به اسپانیایی: Velilla de Cinca) یک شهرستان در اسپانیا است که در استان هوئسکا واقع شده‌است.

## خصوصیات
ولیلا دو کینکا ۱۶ کیلومترمربع مساحت و ۴۴۱ نفر جمعیت دارد.